# Held van de Volksrepubliek Bulgarije

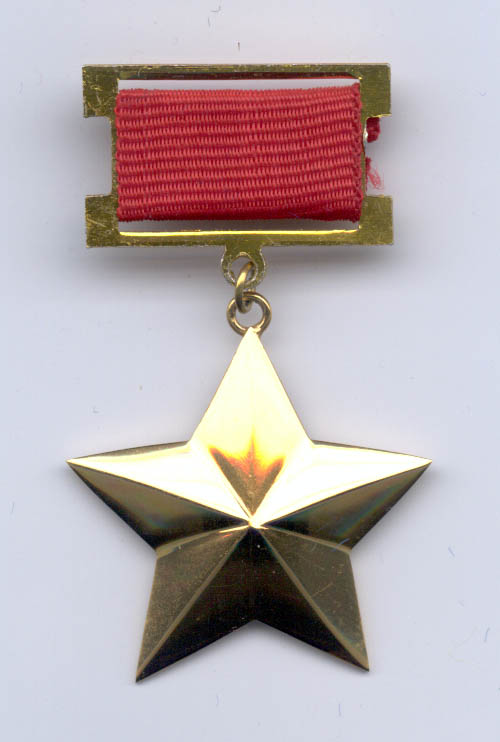

De Gouden Medaille van een Held van de Volksrepubliek Bulgarije (Bulgaars: Герой на Народна република България) was een medaille die in 1948 in navolging van de Sovjet-Russische onderscheiding Held van de Sovjet-Unie werd ingesteld.
De "helden" droegen een kleine gladde gouden ster met daarop hamer en sikkel aan een rood lintje tussen twee gespen op hun revers.
De dragers mochten zich "Held" noemen en laten noemen en hadden diverse privileges.
Strikt genomen is deze onderscheiding een medaille en geen ridderorde maar zij was zozeer in aanzien dat zij hier, zoals ook veel gezaghebbende bronnen dat doen, onder de orden wordt vermeld.
Bulgarije kende, wederom in navolging van de Sovjet-Unie, ook een Held van de Socialistische Arbeid en een moeder-Heldin.